# Thomas Covington
Thomas Covington (Vernon (Alabama), 23 januari 1996) is een Amerikaans motorcrosser.

## Carrière
Covington reed van 2011 tot en met 2013 in de Amerikaanse jeugdreeksen voor Kawasaki. Doordat zijn vader een belangrijk man is bij energiedrankenfabrikant Monster Energy, waagde Covington zijn kans vanaf 2014 bij het Kawasaki-fabrieksteam in het Wereldkampioenschap motorcross MX2. Op enkele uitschieters na was 2014 geen succesvol seizoen, hij werd zeventiende in de eindstand. In 2015 werd Covington iets regelmatiger en wist de voorlaatste GP van het seizoen te winnen, de eerste uit zijn carrière. Ditmaal eindigde hij twaalfde in de eindstand. Vanaf 2016 komt Covington uit voor het Husqvarna-fabrieksteam van Jacky Martens. Hij was echter vaak geblesseerd in 2016, maar werd toch nog elfde in de eindstand. In 2017 brak hij definitief door, hij wist twee GP's te winnen en stond nog viermaal op het podium. Covington werd vierde in de eindstand.
Deze goede prestaties en blessureleed bij de Amerikaanse piloten zorgden ervoor dat Covington voor de eerste keer werd geselecteerd voor de Motorcross der Naties.

## WK motorcross
2014: 17e MX2-klasse
2015: 12e MX2-klasse
2016: 11e MX2-klasse
2017: 4e MX2-klasse
2018: deelnemer in MX2-klasse
| 1 | 13-09-2015 | Mexico                          | León              |
| 2 | 02-04-2017 | León (Mexico)                   | León              |
| 3 | 17-09-2017 | Pays de Montbéliard (Frankrijk) | Villars-sous-Écot |
| 4 | 02-09-2018 | Turkije                         | Afyonkarahisar    |